# كونتاردو كاليجاريس
كونتاردو كاليجاريس (2 يونيو 1948 - 30 مارس 2021) كان كاتبًا إيطاليًا برازيليًا ومحللًا نفسيًا ودراميًا. كان كاتب عمود أسبوعيًا في فولها دي ساو باولو، وهي مطبوعة يومية تعتبر صحيفة مسجلة في البرازيل.

## السيرة الشخصية
درس كاليجاريس في الأصل نظرية المعرفة الجينية في سويسرا تحت قيادة جان بياجيه. كان يركز على العلوم الاجتماعية ولكنه في نفس الوقت أنهى المحاضرات التي سمحت له بمتابعة الدراسات في نظرية الأدب.
تابع دراسته الأدبية في باريس مع رولاند بارثيس، وحصل على الدكتوراه في علم الأحياء اللغوي. خلال الفترة التي قضاها في باريس، أصبح مهتمًا بالتحليل النفسي وخضع أيضًا للتحليل النفسي كمريض.
بعد اهتمامه بالتحليل النفسي والدراسات ذات الصلة، أصبح كاليجاريس دكتورًا في علم النفس الإكلينيكي في جامعة بروفانس في فرنسا. كانت أطروحة الدكتوراة الخاصة به المسماة "الشغف بأن تصبح أداة"، عبارة عن دراسة في الشخصية البيروقراطية، وتفسيرها على أنها محاولة للفرد للتعامل مع العصاب.
في الثمانينيات انتقل كاليجاريس إلى الولايات المتحدة حيث أصبح أستاذًا للأنثروبولوجيا في جامعة كاليفورنيا في بيركلي وأستاذًا للدراسات الثقافية في المدرسة الجديدة في نيويورك.
حدث أول اتصال لـ كاليجاريس بالبرازيل في عام 1986 بعد إصدار أول منشور له عن التحليل النفسي هناك.
بصفته المؤلف، سافر كاليجاريس إلى البرازيل عدة مرات بعد إصدار الكتاب. في إحدى هذه المناسبات اقتربت منه مجموعة من المحللين النفسيين من ساو باولو واقترحت عليه العودة لمدة خمسة عشر يومًا مرة كل شهرين حتى يتمكنوا من إجراء جلسات التحليل النفسي معًا. أعجب كاليجاريس بالفكرة وقبلها.
في النهاية انتهى به الأمر إلى العيش في البرازيل بشكل دائم، ومواصلة مسيرته الأكاديمية هناك. بخلاف ذلك كان يساهم في أعمدة أسبوعية في فولها دي ساو باولو منذ 1999 ونشر العديد من الكتب.
توفي بمرض السرطان في 30 مارس 2021.